# Tonalá
Tonalá – miasto w środkowym Meksyku, w stanie Jalisco, na obszarze Mesy Centralnej, w aglomeracji Guadalajary, na wysokości 1700 metrów. W 2010 roku miasto zamieszkiwało blisko 480 tys. mieszkańców. W mieście rozwinął się przemysł włókienniczy, spożywczy oraz ceramiczny. Ponadto w mieście rozwinięte jest rzemiosło artystyczne oraz turystyka.